# Myssingesjön
Myssingesjön är en sjö i Uppsala kommun i Uppland och ingår i Olandsåns huvudavrinningsområde.